# 额哲
額爾克孔果爾（转写：Erke Khongghor；1622年—1641年3月4日），蒙古察哈尔部人。林丹汗與苏泰太后葉赫那拉氏之子。

## 生平

### 投降後金
明崇禎七年（1634年）夏旬，父亲林丹汗在逃亡青海途中，在甘肃大草滩因常年戎馬征戰身體每況愈下而去世。明崇禎八年二月二十六日（1635年4月13日），后金大汗皇太极派多尔衮、岳托、萨哈璘和豪格率军远征察哈尔余部，前往鄂爾多斯尋找額爾克孔果爾。察哈尔余部在归化城被后金击败。明崇禎八年四月二十八日（1635年6月12日），額爾克孔果爾与母亲苏泰太后献出一枚“制誥之寶”的玉玺投降於後金，蘇泰太后成為後金鄭親王濟爾哈朗的嫡福晉，大蒙古國正式滅亡。

### 受封察哈爾親王
天聰九年（1635年），漠南蒙古歸順後，皇太極將察哈爾部安置於義州（今辽宁省义县）；額爾克孔果爾作为首席蒙古代表参加推举大清皇帝的会议。天聰十年正月十六日（1636年2月22日），皇太極将次女马喀塔格格嫁给了他。崇德元年四月二十三日（1636年5月27日），被封為察哈爾親王（扎薩克和硕亲王）。皇太极曾多次对外声称，在上天的庇佑下，額爾克孔果爾这位「蒙古兀鲁斯宝座上的主子可汗」落到他的手中。
崇德元年八月十六日（1636年9月14日），同察哈爾公主馬喀塔入清寧宮，固倫額駙額爾克孔果爾和袞定古希喇嘛不曾起立，皇太極稱額駙年幼無知，免去其罪，袞定古希喇嘛則被貶作果莽綽爾濟喇嘛的使令；崇德元年八月二十二日（1636年9月26日），察哈爾公主及固倫額駙額爾克孔果爾要離開，皇太極便帶同國君福晉、西大福晉、西側福晉率領和碩福晉等命婦及文武各官，在巳刻出地載門，至十里外舉行大宴。和碩鄭親王夫婦在禮畢後，迎送察哈爾公主夫婦離開。

### 身後
崇德六年正月二十三日（1641年3月4日），額爾克孔果爾去世。皇太极悲痛恸哭，以亲王礼安葬。又以漢傳佛教比丘、蒙古藏密喇嘛讽经，大作蕃漢法會超度，祭文曰「心甚爱之故，配以公主」。此後，額爾克孔果爾之弟阿布奈袭爵，然而後來阿布奈因得罪康熙帝被禁錮，康熙賜阿布奈子布尔尼襲為親王，但布爾尼趁三藩之乱之際造反被康熙討伐並敗逃被斬，阿布奈亦被株連賜死，察哈尔亲王废除，分設左右翼察哈爾八旗。